# Patagonische moortiran
De Patagonische moortiran (Knipolegus hudsoni) is een zangvogel uit de familie Tyrannidae (tirannen). De soort is genoemd naar W. H. Hudson (1841-1922), de Anglo-Argentijnse schrijver en ornitholoog.

## Verspreiding en leefgebied
Deze soort is endemisch in centraal Argentinië en overwintert in Bolivia, zuidwestelijk Brazilië en zuidoostelijk Peru.

## Status
De grootte van de populatie is niet gekwantificeerd maar de soort wordt omschreven als vrij algemeen. Op de Rode lijst van de IUCN heeft deze soort de status niet bedreigd.